# Страна игрушек
«Страна игрушек» (нем. Spielzeugland) — художественный короткометражный фильм режиссёра Йохена Фрейданка. В 2009 году картина удостоена премии «Оскар» в номинации «Лучший короткометражный фильм».

## История создания и проката
Идея фильма, по словам Фрейданка, пришла к нему, когда он пытался лгать своему младшему сыну, чтобы как-то объяснить шокирующие фотографии из новостей. Фильм длительностью 14 минут создавался 4 года. Премьера фильма состоялась в 2007 году.
В 2014 году сценарий фильма вышел отдельной книгой с дополнительными материалами и приложением DVD.

## Сюжет
Действие фильма происходит в нацистской Германии в 1942 году. Мальчики Генрих Мейснер и Давид Зильберштейн — соседи и друзья. Чтобы защитить детскую психику от ужаса Холокоста, Мариана Мейснер говорит своему сыну, что его друг Давид отправляется не в концлагерь, а в некую «страну игрушек». Ребёнок полагает, что не может пропустить это приключение, и решает следовать за другом в сказочное путешествие. Однажды утром он исчезает одновременно с соседями-евреями. Мариана ищет своего сына на вокзале и, не находя, спасает Давида как собственного сына. В финальной сцене Генрих и Давид играют вместе — уже в пожилом возрасте.

## В ролях
| Актёр                  | Роль               |
| ---------------------- | ------------------ |
| Юлия Ягер              | Мариана            |
| Седрик Ейх             | Генрих             |
| Tamay Bulut Öztavan    | Давид Зильберштейн |
| Давид Кристиан Буннерс | оберштурмфюрер     |
| Грегор Вебер           | офицер СС          |

## Награды
Фильм получил следующие награды:
| Награды                                                              | Награды | Награды                   | Награды                               | Награды        |
| -------------------------------------------------------------------- | ------- | ------------------------- | ------------------------------------- | -------------- |
| Фестиваль / Премия                                                   | Год     | Награда                   | Категория                             | Победитель     |
| Академия кинематографических искусств и наук                         | 2009    | Оскар                     | Лучший игровой короткометражный фильм | Йохен Фрейданк |
| Международный кинофестиваль короткометражных фильмов в Палм-Спрингсе | 2008    | Приз зрительских симпатий | Лучший игровой фильм                  | Йохен Фрейданк |